# Long Hòa, Bình Đại
Long Hòa là một xã cũ thuộc huyện Bình Đại, tỉnh Bến Tre, Việt Nam.
Xã Long Hòa có diện tích 26,77 km², dân số năm 2014 là 8.468 người, mật độ dân số đạt 316 người/km².

## Kinh tế
Xã có kinh tế thuần nông, với nhãn là cây trồng chủ lực.